# Sásd
Sásd è una città dell'Ungheria situato nella contea di Baranya, nella regione del Transdanubio Meridionale di 3.322 abitanti (dati 2009)

## Società

### Evoluzione demografica
Secondo i dati del censimento 2001 il 93,5% degli abitanti è di etnia ungherese

## Amministrazione

### Gemellaggi
Sásd è gemellata con:
- Westhausen
- Izvoru Crișului
- Raaba
- Pierrelaye
- Neftenbach
- Supino
- Mogilany